# Metahuntemannia drzicimskii
Metahuntemannia drzicimskii är en kräftdjursart som beskrevs av Soyer 1970. Metahuntemannia drzicimskii ingår i släktet Metahuntemannia och familjen Huntemanniidae. Inga underarter finns listade i Catalogue of Life.